# 加龙河畔勒皮扬
加龍河畔勒皮扬（法語：Le Pian-sur-Garonne，法語發音：[lə pjɑ̃ syʁ ɡaʁɔn]）是法国吉伦特省的一个市镇，属于朗贡区。

## 地理
加龙河畔勒皮扬（44°35'9"N, 0°12'43"W）面积6.35 平方千米，位于法国新阿基坦大区吉倫特省，该省份为法国西南部沿海省份，是法國本土面积最大的省，北起滨海夏朗德省，西临大西洋，南至朗德省，东南接洛特-加龍省，东临多爾多涅省。
与加龙河畔勒皮扬接壤的市镇（或旧市镇、城区）包括：圣安德烈迪布瓦、圣皮埃尔德蒙、圣马凯尔、圣迈克桑、圣皮埃尔多里亚克。

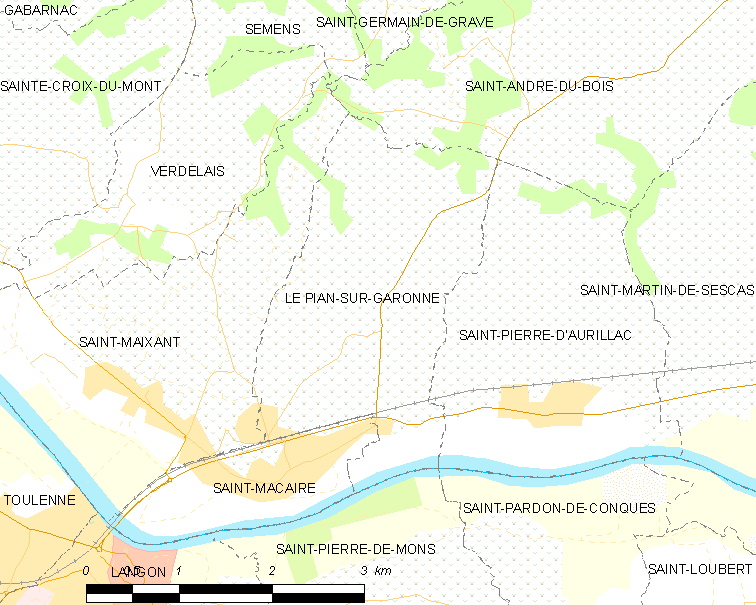
加龙河畔勒皮扬的OSM定位图

加龙河畔勒皮扬的时区为UTC+01:00、UTC+02:00（夏令时）。

## 行政
加龙河畔勒皮扬的邮政编码为33490，INSEE市镇编码为33323。

## 政治
加龙河畔勒皮扬所属的省级选区为海间县。

## 人口

1962-2008年间加龙河畔勒皮扬人口变化图示

加龙河畔勒皮扬于2022年1月1日时的人口数量为967人。